# 金圣权
金圣权（1993年9月8日—），中国新生代男歌手、音乐剧演员、中央戏剧学院音樂劇系教師，声乐教育家金铁霖、马秋华之子。
本科毕业于中国音乐学院，拥有曼哈顿音乐学院（歌剧系）、纽约大学（音乐剧系）硕士学位。
童年时期曾为电视剧《金滩有缘》、动画片《水浒》献唱主题曲。
2013年获得全国青年歌手电视大奖赛民族唱法组二等奖，但放弃了复赛资格。
2014年参加浙江卫视综艺节目《我不是明星》第三季并获得总冠军。
2018年，以男高音演唱成员身份参加湖南卫视声乐节目《声入人心》第一季。
2020年，发行音乐专辑《Because of·爱》。
现为中国音乐剧协会理事，中国音乐剧创演委员会秘书长，百老汇中国音乐剧导师，保利中国艺术教育音乐剧导师，中国民族声乐艺术研究会理事，中国文联文艺志愿者，中国音协会员，上海戏剧学院、浙江音乐学院特聘专家。